# Новокубанск
Новокубанск (рус. Новокубанск), званични је град на југу европског дела Руске Федерације. Налази се на истоку Краснодарске покрајине и административно припада њеном Новокубанском рејону чији је уједно и административни центар. Званичан статус града има од 1966. године. Сматра се сателитским насељем града Армавира који се налази неких десетак километара јужније.
Према статистичким подацима Националне статистичке службе Русије за 2023. у граду је живело 33.487 становника.

## Географија
Град Новокубанск налази се у подручју историјско-географске регије Средње предкавказје, на левој обали реке Кубањ. Град се налази на око 195 км источно од покрајинске престонице Краснодара, односно на око 10 км северно од града Армавира (чијим сателитом се сматра).
Клима је умереноконтинентална, са просечним температурама лети од 23,1 °C, односно зими од −1.7 °C. Годишњи просек падавина је око 655 мм.

## Историја
Према историјским подацима, савремено насеље су 1867. основали руски војници, припадници разних кавкаских јединица, који су од државе добили земљиште на овом подручју за своју службу. Током историје насеље је више пута мењало своје име, Кубанск, Новокубанск, Хуторок, а званичан статус насеља добија у фебруару 1933. године.
За време нацистичке окупације у Другом светском рату (трајала од 6. августа 1942. до 25. јануара 1943) насеље је готово сравњено са земљом.
Одлуком совјетских власти од 11. августа 1961. село Хуторок и неколико оближњих засеока су обједињени у јединствену урбану целину којој је пет година касније додељен и званичан статус града.

## Демографија
Према статистичким подацима са пописа становништва из 2010. у граду је живело 34.880 становника, док је према подацима пописа становништа из 2020. број становника благо порастао, и износио је 35.199 становника.
Етничку основу у граду чине Руси са уделом у укупној популацији од око 86%, док су највеће мањинске заједнице Јермени са око 8% и Украјинци са 1,36%.
| 1926.  | 1939. | 1959. | 1970.  | 1979.  | 1989.  | 2002.  | 2010.  | 2020.  | 2023.  |
| ------ | ----- | ----- | ------ | ------ | ------ | ------ | ------ | ------ | ------ |
| 12.303 | 8.260 | 8.603 | 23.904 | 27.146 | 30.201 | 35.400 | 34.880 | 35.199 | 33.487 |

По броју становника град Новокубанск се 2020. налазио на 454. месту међу 1.119 званичних градова Руске Федерације.